# Podnebí Nového Zélandu
Podnebí Nového Zélandu patří podle Köppenovy klasifikace podnebí do pásma mírného oceánického podnebí (Cfb). Nejmírnější podnebí je na západě Nového Zélandu, kde je nejsilnější vliv oceánu, nejslabší vliv má oceán v horských údolích na jižním ostrově. Podnebí je podobné jako ve Velké Británii. Ve vnitrozemí jsou však v horských údolích častá mikroklimata, většinou spíše kontinentálnější oproti zbytku Nového Zélandu.

## Srážky
Na většině NZ spadne mezi 600–1600 mm srážek za rok. Na Severním ostrově jsou srážky rovnoměrné na celém ostrově, Jižní ostrov je na rozdíl od severního, který je přísně rozdělený na návětrnou západní část s extrémními srážkami mezi 1600 až 6500 mm ročně a východní část ve srážkovém stínu Jižních Alp, kde ročně spadne jen 400–800 mm srážek. Například Milford Sound má 6700 mm ročně a v ani ne 100 km vzdálené Alexandře v Otagu spadne jen 300 mm ročně. V těch nejdeštivějších místech se spíše střídají dny bez deště s těmi s vytrvalým deštěm.

### Sníh

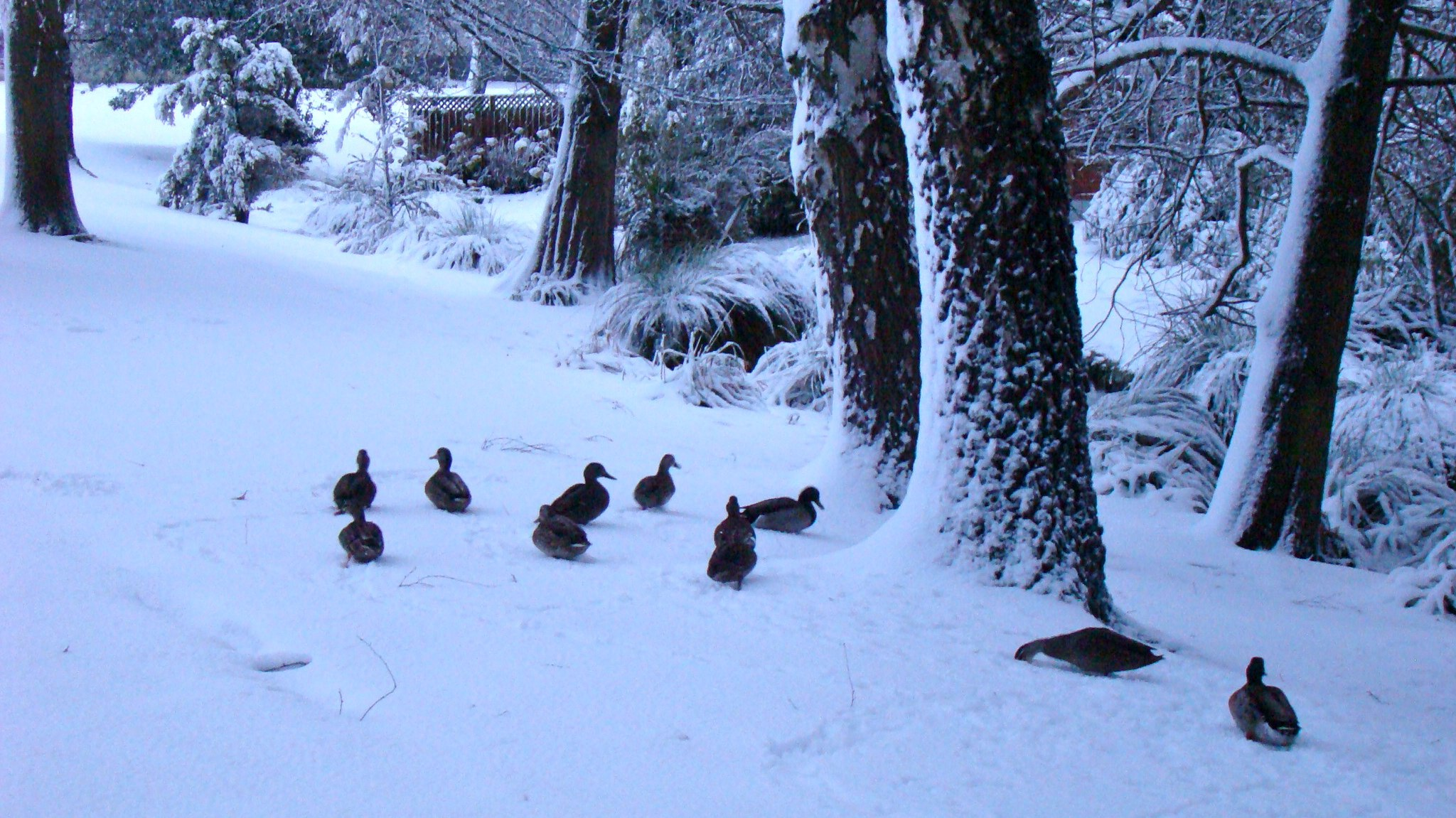
Na Jižním ostrově může i přes poměrně vysoké teploty (v den focení min. teplota −1 °C, max. 5 °C) napadat hodně sněhu

Sněžit může hlavně v Jižních Alpách, na východní části Jižního ostrova ve srážkovém stínu Jižních Alp, a to až k pobřeží, a na Severním ostrově sněží jen ve vnitrozemí ve vyšších nadmořských výškách. Například v Aucklandu sněžilo v roce 2011 (80 let od posledního sněhu), zatímco na východních pobřežích na jižní polovině Jižního ostrova může nasněžit jednou–dvakrát do roka. Na západních pobřežích celého NZ se sníh prakticky nikdy nevyskytuje. Pokud nasněží, tak se sníh v běžných nadmořských výškách obvykle neudrží přes celý den. Ani v těch nejstudenějších horských údolích Jižních Alp, kde může během roku nasněžit i vícekrát (většinou méně než 7 dní v roce), není moc obvyklé, aby se udržela celodenní souvislá sněhová pokrývka, pokud však najednou napadne větší množství sněhu, může se sníh udržet více než jeden den. Sníh může nahrazovat v některých oblastech jinovatka, která je tak silná, že vypadá jako sněhový poprašek, proslulá je tím hlavně oblast Otago.

## Teplota

### Jižní ostrov
Hlavně jihozápadní pobřeží Jižního ostrova má nejmírnější podnebí. Nejnižší zimní teploty jsou tam jen okolo 5 °C, průměrná teplota nejchladnějšího měsíce je okolo 10 °C, průměrná teplota nejteplejšího měsíce února je okolo 16 °C a nejvyšší teploty jsou okolo 20 °C (v zimě se mohou často vyšplhat k 15 °C). Na severnější polovině Jižního ostrova na západním pobřeží nezačíná úpatí Jižních Alp bezprostředně na pobřeží, ale je před nimi úzký pás celkem rovinaté plochy, to není tak návětrné místo jako jihozápadní pobřeží a tak je tam o něco méně vlhko a zimní teploty klesají i lehce pod bod mrazu nebo se dostávají do jeho těsné blízkosti, letní jsou o trošku vyšší než na jihozápadě. V horských údolích Jižních Alp je to o dost jinak. Tam letní horka občas dosahují i 35 °C zatímco nejsilnější zimní mrazy bývají mezi −5 až −10 °C, v nejchladnějších dnech jsou odpolední teploty přibližně mezi 0 °C až 5 °C. Průměrná červencová teplota tu bývá mezi 2–5 °C, ta lednová mezi 15–18 °C. mezi  Dále na (jiho)východ, kde už nejsou vysoké hory a jsou spíše roviny je počasí o trochu mírnější než v horských údolích, největší horka jsou okolo 30 °C, nejsilnější mrazy okolo −5 °C. Červencové průměry jsou mezi 4–8 °C, ty lednové mezi 15–18 °C.

### Severní ostrov
Severní ostrov má teplejší podnebí než jižní a také mnohem menší klimatické rozdíly mezi západem a východem. Průměrné červencové teploty na západním pobřeží jsou přibližně 10–12 °C, ani nejnižší zimní teploty neklesají pod bod mrazu, maximálně tak těsně k blízkosti nuly (0–5 °C), i v zimě mohou odpoledne stoupat nejvyšší teploty k hodnotám mezi 15–20 °C (na celém ostrově). Lednové průměrné teploty jsou od 16 °C na jihu až po 20 °C na severu, nejvyšší letní teploty jsou okolo 25 °C. Ve vnitrozemí jsou průměrné červencové teploty asi o 2–5 °C stupňů nižší (5–10 °C), nejnižší ranní teploty tam klesají až k −5. Průměrné lednové teploty jsou srovnatelné jako ty na západním pobřeží, ale je tu tendence k větším výkyvům teplot, takže oproti západnímu pobřeží bývají o trochu chladnější rána a mírně teplejší dny. Teploty na východním pobřeží jsou velmi podobné jako na západním, jen letní maxima mohou být o trochu vyšší, až okolo 30 °C.

## Sluneční svit
Nejméně (pod 1600) hodin slunečního svitu je na jihovýchodním cípu Jižního ostrova, naopak nejvíce (nad 2200) jich je na severu Jižního ostrova. Na většině Jižního ostrova, včetně spousty částí západního pobřeží (vyjma vysokých nadmořských výšek) je počet hodin nejčastěji mezi 1700–2000. 1700 až 2000 hodin je také téměř na celém Severním ostrově, vyjma pobřeží, kde je to o něco víc.

## Extrémy v minulosti
- 2. únor 1936 — Nejhorší bouře na NZ v minulém století.
- 10. duben 1968 — Cyklon Giselle, u Wellingtonu vítr dosahoval rychlosti 270 km/h. Potopil trajekt TEV Vahine, na kterém se utopilo 53 lidí. Celkově způsobil škody v hodnotě 14 milionů amerických dolarů (295 milionů Kč).
- 20. prosinec 1976 — Silný déšť u Wellingtonu, způsobil záplavy v údolí Hutt a řeka Hutt se vylila z koryta. Spadlo nejméně 350 mm srážek během jednoho dne. Byly i sesuvy půdy. Nemohly jezdit vlaky mezi Hutt a Wellingtonem a sesuv půdy způsobil, že spadlo několik domů (zabilo to jednoho kluka, spadla na něho zeď).
- 6. až 10. března 1988 — Tropický cyklon Bola (cyklony na NZ přicházejí přibližně každých 8–9 let).
- 4. října 1997 — Při lijácích v Lower Hutt se zvedla hladina a bylo zaplaveno 60 domů. Zemřeli 2 lidé a sesuvy půdy zasypaly pár silnic.
- 26. červen 1998 — Do Kaori a Kelburn přišla nejsilnější bouřka za 200 let. Byly rekordně silné deště a sněžení.
- 13. až 27. říjen 1998 — Silná vichřice v dolní části Severního ostrova. Nejsilnější nárazy větru byly 215 km/h u Wairarapa. Několik domů přišlo o střechu.
- 10. ledna 2002 - Při bouřkách ve Wellingtonu napadalo 40 mm srážek za půl hodiny a způsobilo to záplavy. Silné bouřky byly i ve střední a východní části Severního ostrova.
- 14. až 16. února 2004 — Zase záplavy, bylo zaplaveno hodně zemědělské půdy a mnoho řek se vylilo z koryta a povodně byly tak silné, že poškozovaly i mosty. Ve třech městech byl vyhlášen civilní výjimečný stav. V Lower Hutt muselo být evakuovány 500 lidí. Silný byl i vítr a jeho nejsilnější nárazy byly 230 km/h.
- 25. červenec až 14. srpen 2011 — Velmi studená zima. Během srpna padal sníh ve Wellingtoně (tam byl naposledy v roce 1976) a dokonce sněžilo i v Aucklandu (znova po 80 letech). V Christchurchu bylo až 30 cm sněhu.
- 18. až 21. červen 2013 — Sněhová bouře, husté sněžení hlavně na Jižním ostrově, byl přitom i silný vítr a vysoké vlny (až 15 m) na pobřeží. Na Severním ostrově místo sněhu padal déšť a byly záplavy.[22]

### Extrémní hodnoty[23]
| O co jde                     | Nejnižší                                  | Nejvyšší                                     |
| ---------------------------- | ----------------------------------------- | -------------------------------------------- |
| Srážky za rok                | 212 mm (Alexandra, 1964)                  | 18413 mm (Cropp at Waterfall, 1997)          |
| Teplota (Jižní ostrov)       | −25,6 °C (Ranfurly, Eweburn, 17. 7. 1903) | 42,4 °C (Rangiora, 7. 2. 1973)               |
| Teplota (Severní ostrov)     | −13,6 °C (Chateau Tongariro, 7. 7. 1937)  | 39,2 °C (Ruatoria, 7. 2. 1973)               |
| Počet hodin slunečního svitu | 1333 (Invercargill, 1983)                 | 2711 (Nelson, 1931)                          |
| Vítr                         | —                                         | 250 km/h (Mt John, Cantenburry, 18. 4. 1970) |

## Galerie

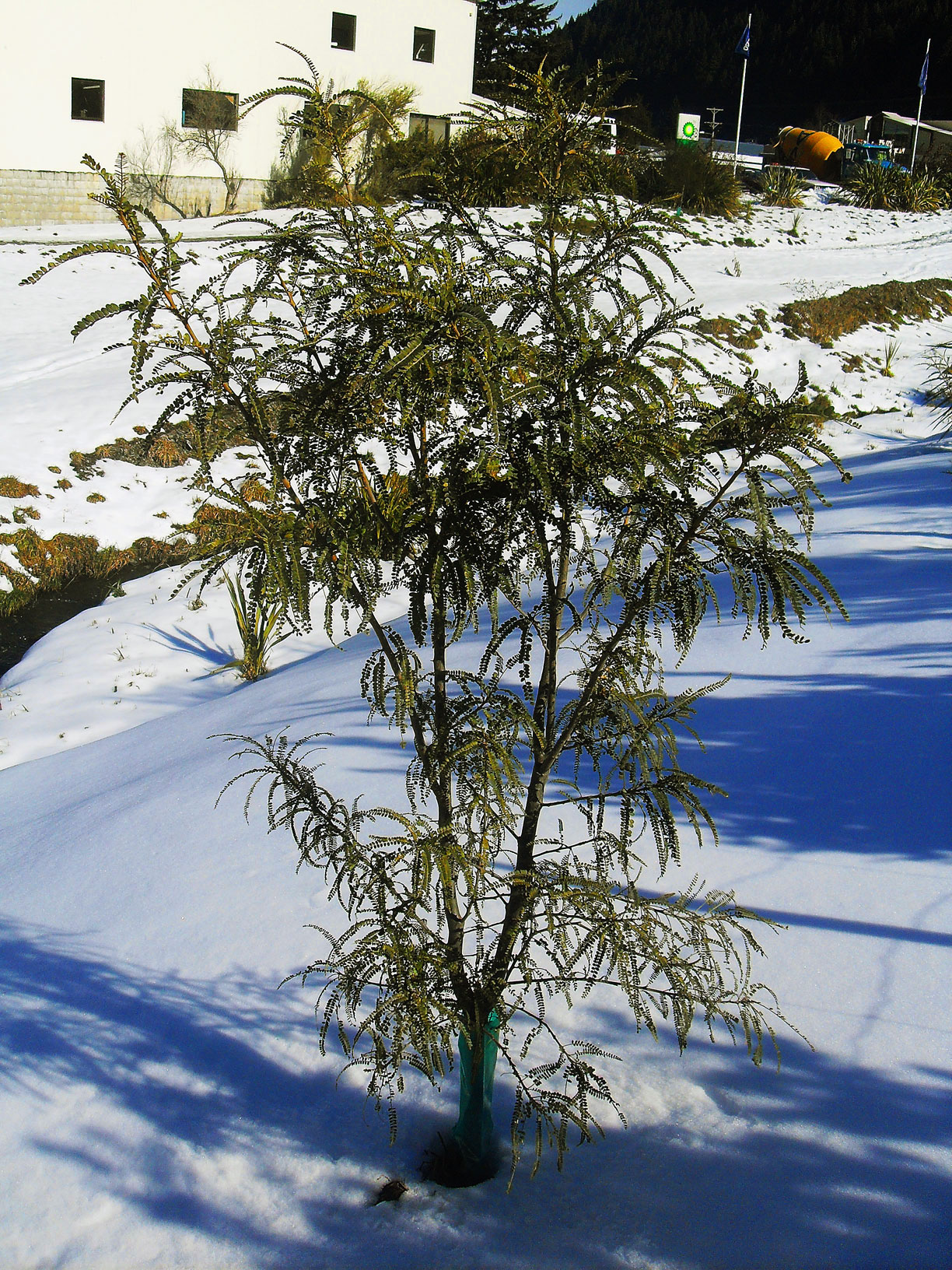
Sněhová pokrývka v horském údolí Jižních Alp (Queenstown).
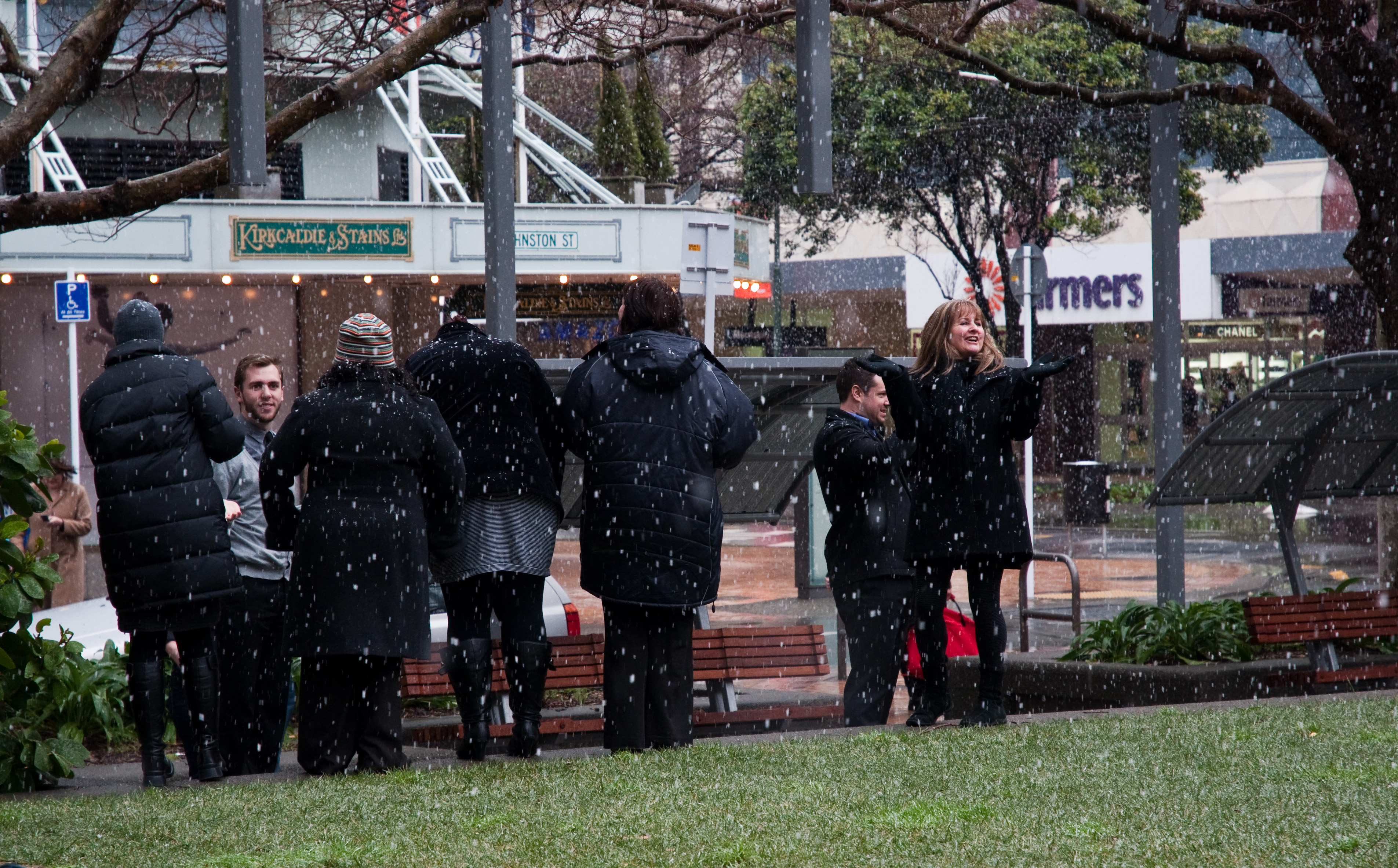
Po 80 letech ve Wellingtonu zase sněžilo.
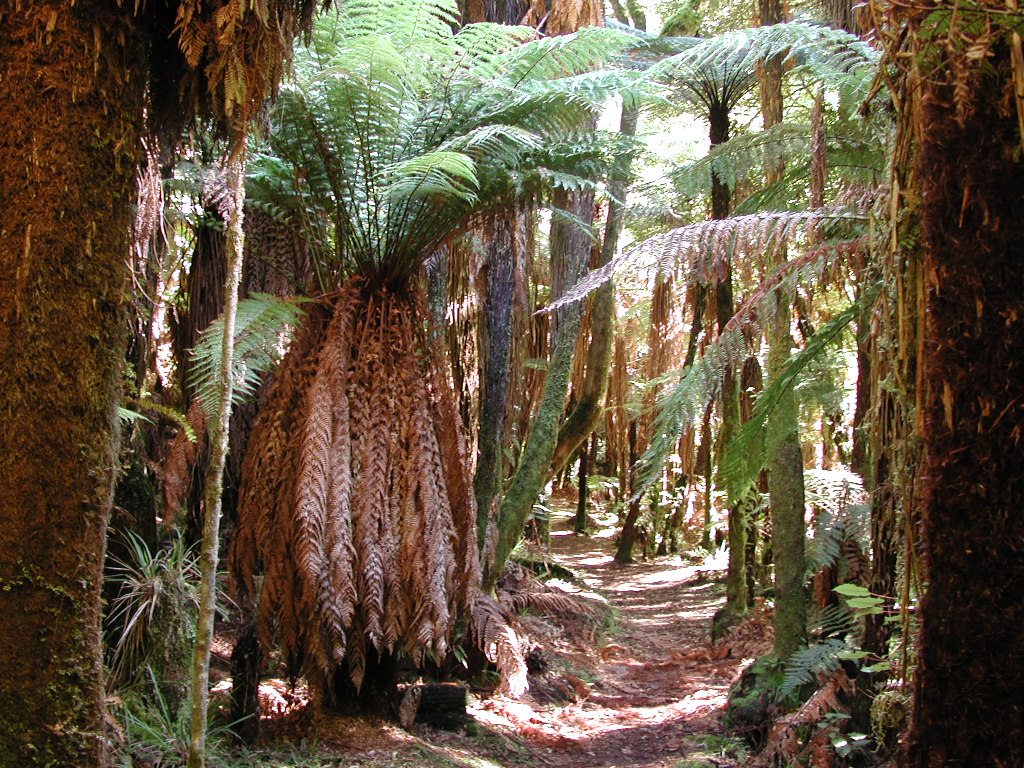
Velmi zvláštní les na severním ostrově (ze stromových kapradin).
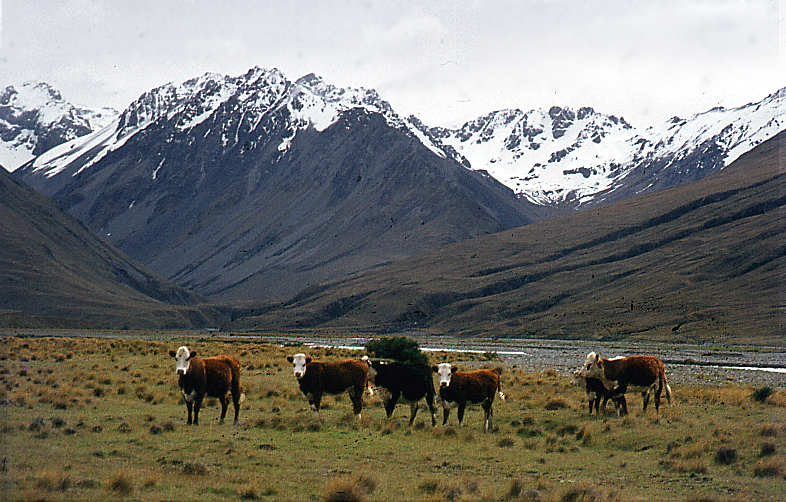
Bezlesá krajina ve srážkovém stínu v Jižních Alpách.
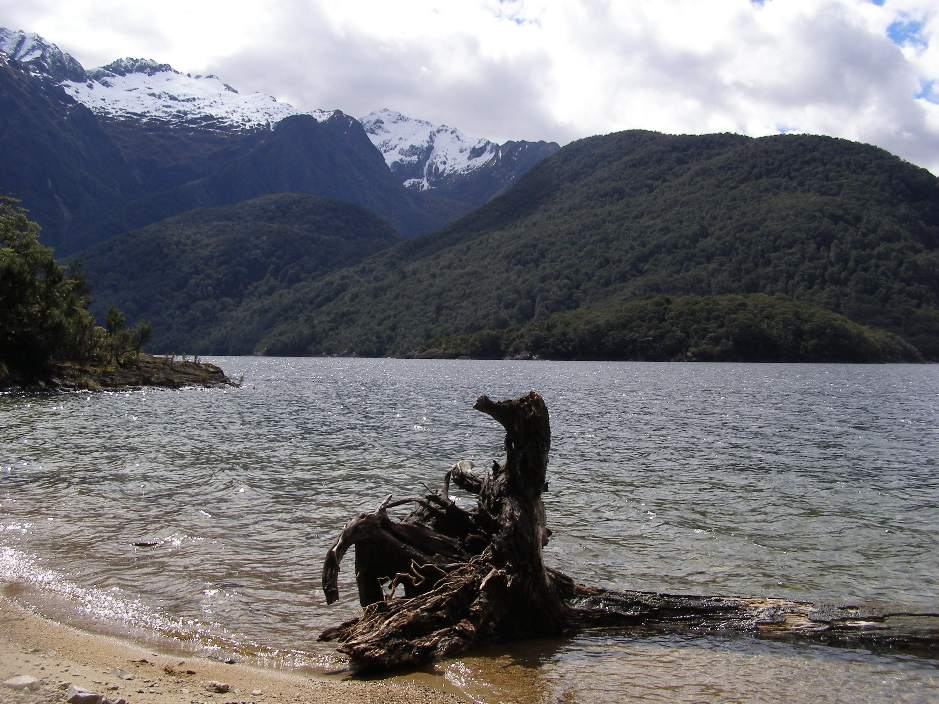
Zatímco jejich západní návětrná strana je bohatě zarostlá lesem.
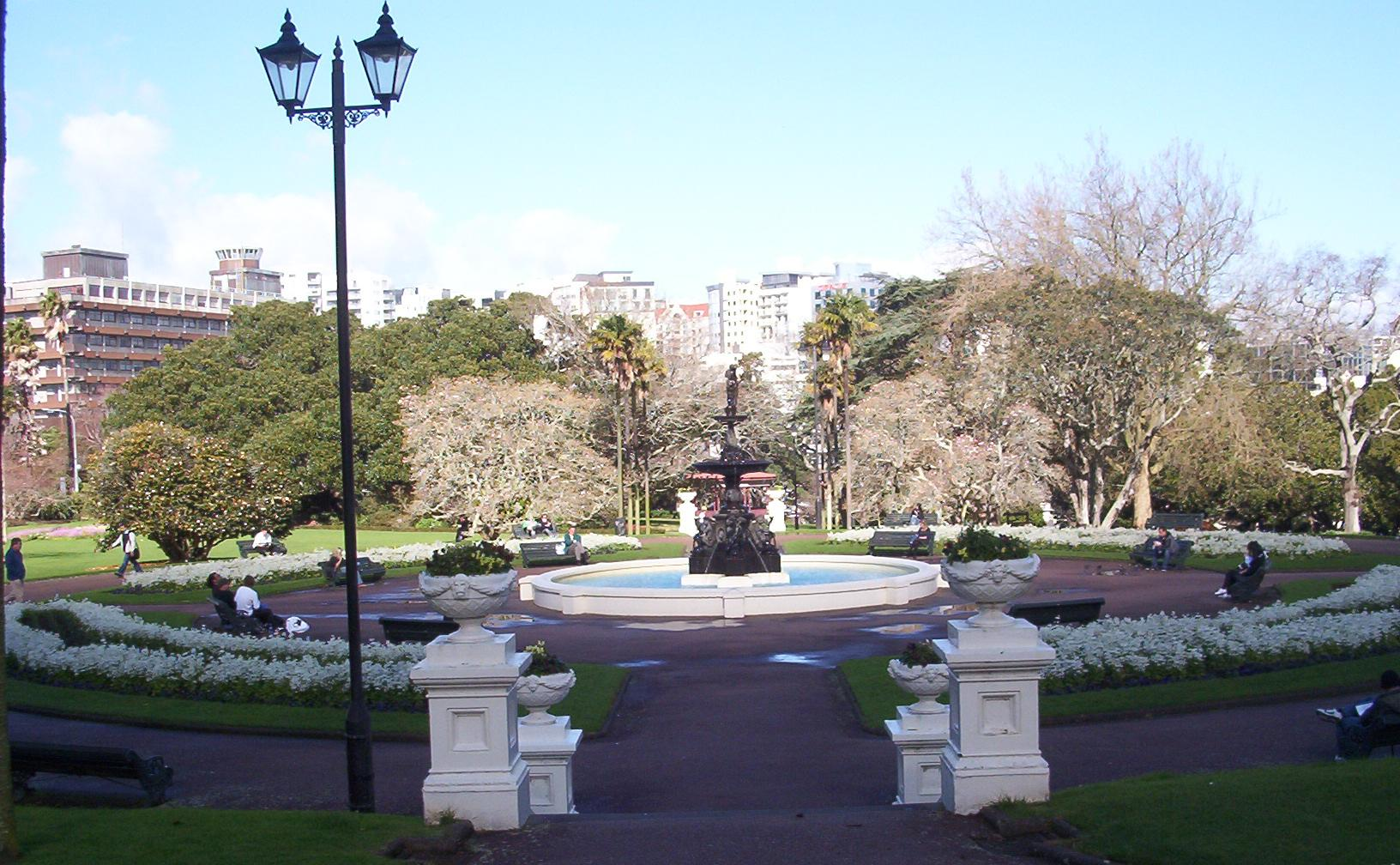
Na úplném severu v zimě shazují listy jen některé stromy, zatímco jiné ne.
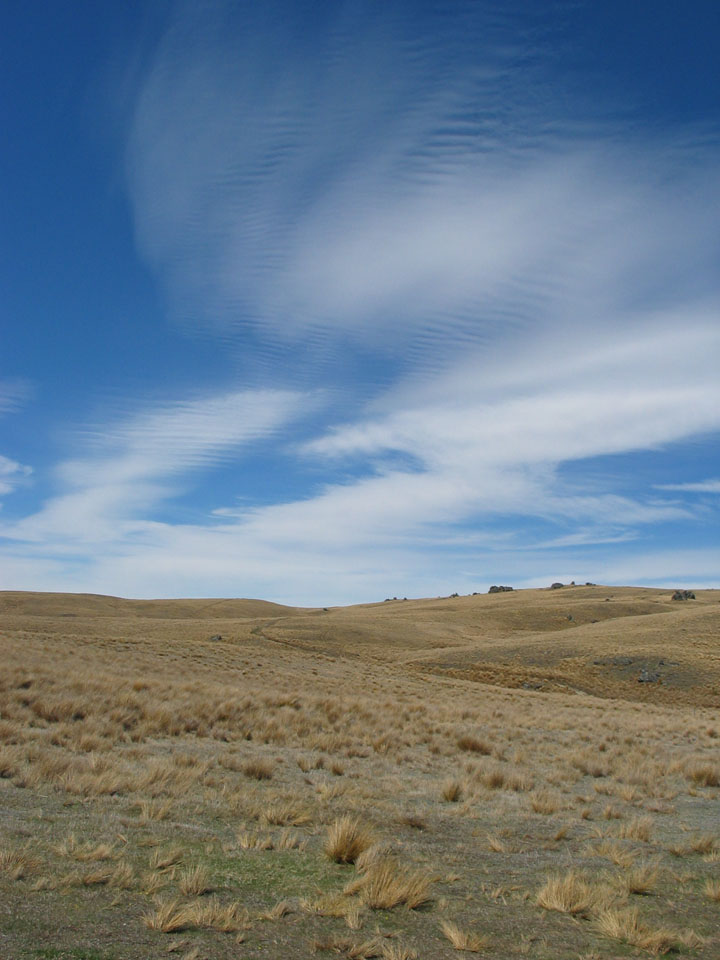
Polopoušť v nejsušší části Otaga.